# Sheila Jackson Lee

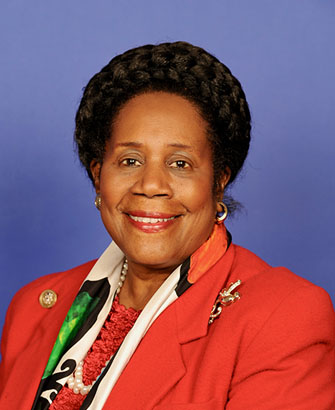
Sheila Jackson Lee (2019)

Sheila Jackson Lee (* 12. Januar 1950 in New York City als Sheila Jackson; † 19. Juli 2024 in Houston, Texas) war eine US-amerikanische Politikerin der Demokratischen Partei. Von 1995 bis zu ihrem Tod vertrat sie den 18. Distrikt des Bundesstaats Texas im US-Repräsentantenhaus.

## Werdegang
Sheila Jackson Lee wurde 1950 im New Yorker Stadtteil Queens geboren. Sie besuchte die Jamaica High School in New York City und studierte danach bis 1972 Politikwissenschaften an der Yale University in Connecticut mit Abschluss Bachelor of Arts. Nach einem anschließenden Jurastudium mit Abschluss 1972 als Juris Doctor (J.D.) an der University of Virginia in Charlottesville erhielt sie die Zulassung als Rechtsanwältin und begann 1975, in diesem Beruf zu arbeiten.
Von 1977 bis 1979 gehörte sie zu den Beratern des Select Committee on Assassinations, einem Ausschuss des Kongresses zur Untersuchung von politischen Attentaten in den 1960er Jahren, zu denen unter anderem die Ermordung von Präsident John F. Kennedy und Martin Luther King gehörten. Von 1987 bis 1990 war sie Richterin in Houston.
Jackson Lee war mit dem Juraprofessor Elwyn Lee verheiratet, der an der University of Houston unter anderem Vizepräsident für Öffentlichkeitsarbeit ist. Sie haben zwei gemeinsame erwachsene Kinder. Das Paar lebte in Houston.
Im Juni 2024 teilte sie der Öffentlichkeit mit, dass sie an Bauchspeicheldrüsenkrebs erkrankt sei. Sie starb im Juli 2024 im Alter von 74 Jahren in Houston.

## Politische Laufbahn
Politisch schloss sie sich der Demokratischen Partei an. Zwischen 1990 und 1994 gehörte sie dem Stadtrat von Houston an.
Bei den Kongresswahlen des Jahres 1994 wurde Jackson Lee im 18. Kongresswahlbezirk von Texas in das US-Repräsentantenhaus in Washington, D.C. gewählt, in dem sie am 3. Januar 1995 die Nachfolge von Craig Anthony Washington antrat. Sie gewann alle folgenden 14 Wahlen und übte ihr Amt bis zu ihrem Tod aus. Ihre Legislaturperiode im 118. Kongress der Vereinigten Staaten wäre noch bis zum 3. Januar 2025 gelaufen.
2023 kandidierte sie für das Amt des Bürgermeisters von Houston, unterlag jedoch bei den Wahlen im Dezember ihrem demokratischen Kontrahenten, dem Staatssenator John Whitmire.
Jackson Lee wurde dem progressiven Flügel der Demokraten im Repräsentantenhaus zugerechnet. Sie war im Kongress eine Gegnerin des Irakkrieges und stimmte 2016 gegen die Ratifizierung der Wahl Donald Trumps zum Präsidenten. Sie blieb auch danach eine scharfe Kritikerin Trumps. Sie setzte sich für die Rechte von Afroamerikanern ein, engagierte sich gegen Polizeigewalt und erklärte nach der Tötung von George Floyd, dass sie nicht ruhen werde, bis klar sei, dass sein Leben zähle. Auf ihre Gesetzesinitiative geht die Festsetzung von Juneteenth als gesetzlichen Feiertag zurück.

### Ausschüsse
Jackson Lee war Mitglied in folgenden Ausschüssen des Repräsentantenhauses:
- Committee on Homeland Security
  - Cybersecurity, Infrastructure Protection and Innovation
  - Border Security and Enforcement
- Committee on the Budget
- Committee on the Judiciary
  - Crime and Federal Government Surveillance
  - Immigration Integrity, Security, and Enforcement
  - The Constitution and Limited Government

Außerdem war sie Mitglied im Congressional Black Caucus sowie in über 60 weiteren Caucuses.